# Paradelma orientalis
Paradelma orientalis är en ödleart som beskrevs av Günther 1876. Paradelma orientalis är ensam i släktet Paradelma som ingår i familjen fenfotingar. IUCN kategoriserar arten globalt som sårbar. Inga underarter finns listade i Catalogue of Life.
Arten förekommer i östra delen av delstaten Queensland i Australien. Den vistas i områden med ett täcke av träd, buskar och klätterväxter.